# HD 125040
HD 125040 är en gulvit stjärna i huvudserien i Björnvaktarens stjärnbild.
Stjärnan har fotografisk magnitud +6,37 och är nätt och jämnt synlig för blotta ögat vid mycket god seeing.